# Шёберг, Аксель (футболист, 2000)
Карл Аксель Шёберг (швед. Carl Axel Sjöberg; род. 12 апреля 2000, Хельсингборг, Сконе) — шведский футболист, защитник «Хаммарбю», выступающий на правах аренды за «Браге».

## Клубная карьера
Начинал заниматься футболом в «Эскильсмине». В 12 лет перешёл в главный клуб родного города — «Хельсингборг». В его составе выступал за различные юношеские команды. В 2019 году, после того как ему не предложили подписание профессионального контракта, покинул команду. 19 июля 2019 года стал игроком «Фрея», подписав контракт на полтора года. Первую игру в Суперэттане провёл 25 октября в предпоследнем туре с «Норрбю», когда Шёберг вышел на поле на 60-й минуте вместо Маттиаса Бувина. По итогам сезона команда вылетела в первый дивизион.
5 августа 2020 года подписал полуторагодичный контракт с «Хаммарбю». 30 августа дебютировал в чемпионате Швеции, заменив Рикарда Мадьяра во втором тайме игры с «Кальмаром». Также продолжил выступления за «Фрей» в играх первого дивизиона на правах аренды. В первой половине 2021 года также на правах аренды выступал за фарм-клуб «Хаммарбю Таланг».
4 августа 2021 года был отправлен в очередную аренду в «Браге», выступавший в Суперэттане. Впервые в его составе сыграл 8 августа в домашней игре с «Йёнчёпингс Сёдра», выйдя на поле уже на 32-й минуте встречи вместо Оскара Лундина.

## Личная жизнь
Его брат близнец Филип Шёберг также профессиональный футболист.

## Клубная статистика
| Выступление       | Выступление      | Выступление      | Лига | Лига | Кубки | Кубки | Конт. кубки | Конт. кубки | Разное | Разное | Итого | Итого |
| Клуб              | Лига             | Сезон            | Игры | Голы | Игры  | Голы  | Игры        | Голы        | Игры   | Голы   | Игры  | Голы  |
| ----------------- | ---------------- | ---------------- | ---- | ---- | ----- | ----- | ----------- | ----------- | ------ | ------ | ----- | ----- |
| → Фрей            | Суперэттан       | 2019             | 1    | 0    | 1     | 0     | 0           | 0           | 2      | 0      | 4     | 0     |
| → Фрей            | Дивизион 1       | 2020             | 26   | 0    | 0     | 0     | 0           | 0           | 0      | 0      | 26    | 0     |
| → Фрей            | Итого            | Итого            | 27   | 0    | 1     | 0     | 0           | 0           | 2      | 0      | 30    | 0     |
| Хаммарбю          | Аллсвенскан      | 2020             | 1    | 0    | 1     | 0     | 0           | 0           | 0      | 0      | 2     | 0     |
| Хаммарбю          | Аллсвенскан      | 2021             | 2    | 0    | 2     | 0     | 0           | 0           | 0      | 0      | 4     | 0     |
| Хаммарбю          | Итого            | Итого            | 3    | 0    | 3     | 0     | 0           | 0           | 0      | 0      | 6     | 0     |
| → Хаммарбю Таланг | Дивизион 1       | 2021             | 6    | 0    | 0     | 0     | 0           | 0           | 0      | 0      | 6     | 0     |
| → Хаммарбю Таланг | Итого            | Итого            | 6    | 0    | 0     | 0     | 0           | 0           | 0      | 0      | 6     | 0     |
| → Браге           | Суперэттан       | 2021             | 9    | 0    | 0     | 0     | 0           | 0           | 0      | 0      | 9     | 0     |
| → Браге           | Итого            | Итого            | 9    | 0    | 1     | 0     | 0           | 0           | 0      | 0      | 10    | 0     |
| Всего за карьеру  | Всего за карьеру | Всего за карьеру | 45   | 0    | 5     | 0     | 0           | 0           | 2      | 0      | 52    | 0     |